# Paul Felix Schmidt
Paul Felix Schmidt   (Narva, 20 d'agost de 1916 - Allentown, 11 d'agost de 1984) fou un químic i jugador i escriptor d'escacs estonià, que tenia el títol de Mestre Internacional des de 1950.

## Resultats destacats en competició
El juny de 1935 va guanyar, per davant de Paul Keres, a Tallinn. El maig de 1936, empatà un matx contra Keres (+3 –3 =1) a Pärnu. El 1936, va guanyar el 8è Campionat d'escacs d'Estònia a Tallinn. El desembre de 1936 fou 2n, rere Keres, a Tallinn. El juliol de 1937, va guanyar el primer torneig internacional celebrat a Estònia, a Pärnu, per davant de dos aspirants al campionat del món, Salo Flohr Keres, així com de Gideon Ståhlberg. El 1937 repetí el títol de campió d'Estònia en guanyar el 9è campionat del país, a Tallinn.
L'agost de 1937, va representar Estònia (2n tauler) a la 7a Olimpíada a Estocolm (+4 –4 =8). El juny de 1938 va empatar als llocs 8è-10è a Noordwijk (el campió fou Erich Eliskases). L'agost-setembre de 1939 va representar Estònia (al 3r tauler) a la 8a Olimpíada a Buenos Aires (+2 –5 =6). Estònia hi assolí el 3r lloc, rere Alemanya i Polònia.
Schmidt va emigrar a Alemanya la tardor de 1939. L'agost de 1940, fou 2n, rere Georg Kieninger, a Bad Oeynhausen (7è campionat d'Alemanya). L'agost de 1941, empatà al 1r lloc amb Klaus Junge a Bad Oeynhausen (8è campionat d'Alemanya). El 1941, va guanyar un matx de desempat pel campionat d'Alemanya contra Junge (+3 –0 =1) a Bromberg. L'octubre de 1941, va empatar al primer lloc amb Aleksandr Alekhin a Cracòvia/Varsòvia (2n torneig d'escacs del Govern General). El juny de 1942, empatà als llocs 3r-4t amb Junge, rere Alekhine i Keres, a Salzburg. El juny de 1943, fou 3r, rere Keres i Alekhine, a Salzburg. L'agost de 1943, fou 2n, rere Josef Lokvenc, a Viena (10è campionat d'Alemanya).
Després de la II Guerra Mundial, el maig de 1946, va empatar als llocs 2n-3r amb Carl Ahues, rere Wilfried Lange, a Hamburg. El maig de 1947, fou 2n, rere Iefim Bogoliúbov a Kassel. El 1949, va empatar als llocs 3r-5è a Heidelberg (el campió fou Wolfgang Unzicker).
El 1949, va publicar el llibre Schachmeister denken (Dietmannsriel-Allgau 1949). El 1950, va obtenir el títol de Mestre Internacional. El 1951, va obtenir un doctorat en química per la Universitat de Heidelberg, i va emigrar al Canadà, i posteriorment als Estats Units, on es va establir a Filadèlfia, on trobà feina com a professor.
Després d'això, ell i la seva dona varen entrar als Laboratoris Bell Telephone a Allentown, Pennsilvània, on ell va contribuir en electroquímica i oxidació anòdica de silicones, esdevingué expert en anàlisi d'activació neutrònica i va publicar molts articles, fins a la seva jubilació el 1982. Va continuar jugant ocasionalment als escacs, i va visitar regularment Reuben Fine a Nova York.

## Partides notables
- Paul Felix Schmidt vs Paul Keres, Pärnu 1937, Queen's Gambit Declined, D06, 1-0
- Paul Felix Schmidt vs Klaus Junge, Bad Oeynhausen 1941, 8th GER-ch, Queen's Gambit Declined Semi-Slav, Meran Variation, D49, 1-0
- Paul Felix Schmidt vs Teodor Regedzinski, Krakow/Warsaw 1941, Caro-Kann Defense, Two Knights Attack, B10, 1-0
- Paul Felix Schmidt vs Gösta Stoltz, Salzburg 1942, Sicilian Defense, Najdorf, Opocensky Variation, B92, 1-0
- Efim Bogoljubow vs Paul Felix Schmidt, Salzburg 1943, Queen's Gambit Declined, Semi-Slav, Meran Variation, D49, 0-1